# Nicolae Martinescu
Nicolae Martinescu, född 24 februari 1940 i Vişani, Brăila, död 1 april 2013 i Bukarest, var en rumänsk brottare som tog OS-brons i lätt tungviktsbrottning i den grekisk-romerska klassen 1968 i Mexiko City och därefter OS-guld i tungviktsbrottning i den grekisk-romerska klassen 1972 i München. 